# Scott Beaumont
Scott Beaumont (ur. 2 czerwca 1978 w Northallerton) – brytyjski kolarz górski i BMX, dwukrotny medalista mistrzostw Europy MTB i mistrz świata juniorów w BMX.

## Kariera
Pierwszy sukces w karierze Scott Beaumont osiągnął w 1996 roku, kiedy zdobył złoty medal w cruiserze juniorów podczas mistrzostw świata BMX w Brighton. Na rozgrywanych pięć lat później mistrzostwach Europy w kolarstwie górskim Brytyjczyk zdobył brązowy medal w dual slalomie, przegrywając tylko z dwoma reprezentantami Francji: Cédrikiem Gracią oraz Karimem Amourem. Na rozgrywanych w 2006 roku mistrzostwach Europy MTB wywalczył srebro w four-crossie, ulegając jedynie Joostem Wichmanem z Holandii. Ośmiokrotnie stawał na podium zawodów Pucharu Świata w kolarstwie górskim, ale nie odniósł żadnego zwycięstwa. Najlepszy wynik w klasyfikacji końcowej osiągnął w sezonie 2000, który ukończył na piątej pozycji. Jest także dziesięciokrotnym mistrzem Wielkiej Brytanii w kolarstwie BMX, dwukrotnym w four-crossie, a raz najlepszy był w downhillu.